# Serge Doh
Pour les articles homonymes, voir Doh.
Serge Doh (né en 1973) est un athlète ivoirien, spécialiste du lancer du disque et du poids.

## Biographie
En 1996, il s'adjuge la médaille d'or du lancer du disque lors des championnats d'Afrique de Yaoundé au Cameroun, avec la marque de 51,92 m, et remporte par ailleurs la médaille de bronze au lancer du poids. 

### Palmarès
| Date | Compétition            | Lieu    | Résultat | Épreuve          | Performance |
| ---- | ---------------------- | ------- | -------- | ---------------- | ----------- |
| 1996 | Championnats d'Afrique | Yaoundé | 1er      | Lancer du disque | 51,92 m     |
| 1996 | Championnats d'Afrique | Yaoundé | 3e       | Lancer du poids  | 14,84 m     |

### Records
| Épreuve          | Performance | Lieu       | Date        |
| ---------------- | ----------- | ---------- | ----------- |
| Lancer du disque | 55,92 m     | Long Beach | 8 juin 1998 |
| Lancer du poids  |             |            |             |